# Snoose Boulevard
Snoose Boulevard är en EP av Isolation Years, utgiven 2004 på skivbolaget Burnt Toast. Skivan utgavs som en 12"-vinyl, men där bara ena sidan av skivan hade tryckta låtar.

## Låtlista
1. "Arrow and Bow"
2. "Doom Di Doom"
3. "Sweet Careless"
4. "Snoose Boulevard"
5. "Based on Me"

### Fotnoter
1. ↑  ”Snoose Boulevard”. Discogs.com. http://www.discogs.com/Isolation-Years-Snoose-Boulevard/release/2409238. Läst 1 mars 2012.